# 韋爾山 (麥克羅伯特森地)
70°27′S 65°36′E / 70.450°S 65.600°E
韋爾山（英語：Mount Ware）是南極洲的山峰，位於麥克羅伯特森地，屬於查爾斯王子山脈中波爾托斯山脈的一部分，澳大利亞探險隊根據空中照片繪入地圖，現時由南極條約體系管理。